# Liste des écorégions en Espagne
Le WWF a établi une liste de biome qu'il a appelé écorégions. Ces biomes ne décrivent pas l'environnement espagnol dans son ensemble, car celui-ci est largement fragmenté par les activités agricoles notamment, mais ces écorégions reflètent l'environnement des zones laissées à l'état sauvage.

## Écorégions terrestres
Située dans le paléarctique, l'Espagne possède des biomes de :
- Forêts de feuillus et forêts mixtes tempérées
  - Forêts mixtes cantabriques
  - Forêts mixtes tempérées des Açores
  - Forêts de conifères et mixtes des Pyrénées

- Forêts, bois et broussailles méditerranéens
  - Forêts méditerranéennes sclérophylles et mixtes du Sud-Ouest ibérique
  - Bois et fruticées du Sud-Est ibérique
  - Forêts ibériques de conifères
  - Forêts sclérophylles et semi-décidues ibériques
  - Forêts méditerranéennes du Nord-Est de l'Espagne et du Sud de la France
  - Forêts d'altitude du Nord-Ouest ibérique
  - Forêts et forêts claires arides des îles Canaries
  - Forêts claires arides d'arganiers-acacias et fourrés succulents méditerranéens

## Écorégion marine
- Mer d'Alboran